# ویلیام کوپر
ویلیام کوپر (به انگلیسی: William Cowper) (زاده ۲۶ نوامبر ۱۷۳۱ - درگذشته ۲۵ آوریل ۱۸۰۰) شاعر و سازنده سرودهای مذهبی اهل انگلستان بود. وی یکی از مشهورترین شعرای زمان خود بود.